# Auf Schusters Rappen
Auf Schusters Rappen war eine vom Fernsehen der DDR von 1979 bis 1991 im Abendprogramm ausgestrahlte musikalische Unterhaltungssendung mit dem Untertitel Eine musikalische Wanderung.

## Konzeption
In jeder der 45-minütigen Sendungen wurde eine Region, eine Stadt, ein Bezirk oder ein Kreis in der DDR vorgestellt. Dabei wurden Themen zu Landschaft, Kultur, Handwerk, Brauchtum und Produktionsstätten (z. B. VEBs) angeschnitten, ergänzt durch Erläuterungen und Interviews. Hauptinhalt aber war die Präsentation von Musiktiteln an Originalschauplätzen und Sehenswürdigkeiten der Region. Diese wurden häufig von örtlichen Künstlern, Chören oder Ensembles vorgetragen.
Das musikalische Spektrum reichte vom deutschen Volkslied, Gesang in regionaler Mundart bis zu Heimat- und Friedensliedern, wobei auch bekannte Künstler wie Gaby Rückert, Dagmar Frederic, Eva Maria Pieckert, Barbara Kellerbauer, Gabi Munk, Adi Horndt, Sabine Fehse, Michael Hansen, Fred Frohberg, Jacqueline Jacob, Monika Herz, Horst Krüger, Heinz Martin Benecke, Kurt Demmler, Gerhard Schöne, Christian Rau, Ingrid Raack, Werner Pauli, Anett Navall, Tatjana Seyffert, Dina Straat, Peter Skodowski, Eberhard Hertel, Jörn Fechner, Claudia Mahnke, Siegfried Uhlenbrock, Hans Joachim Stiegler, Harald Wilk, Knut Kiesewetter, Christel Schulze, das Schauorchester Ungelenk, Ute & Jean sowie Monika Hauff und Klaus-Dieter Henkler auftraten.
Nach der Wiedervereinigung stellte die Sendereihe auch Regionen der alten Bundesländer vor.
Moderator der Sendung war Gerhard Neef, der auch regelmäßig selbst Lieder vortrug.

## Sendetermine, Medien
Die Sendung wurde auf DDR 1 an unterschiedlichen Werktagen nach 20.00 Uhr, selten auch nach 21.00 Uhr ausgestrahlt. Die Winterausgaben, meistens kurz vor Weihnachten, liefen hingegen sonntags im Nachmittagsprogramm. Im Durchschnitt wurden 4 bis 6 Folgen im Jahr produziert und ausgestrahlt. Die letzte Folge wurde am 20. Dezember 1991 auf DFF gesendet.
Eine LP mit 16 Titeln aus der Sendung erschien 1984 unter dem Titel Auf Schusters Rappen – Landpartie mit Gerhard Neef und vielen Gästen bei VEB Deutsche Schallplatten Berlin (DNB 351523960). 1990 erschien diese LP auch als CD bei VEB Deutsche Schallplatten Berlin (DNB 1007448504).

## Aufzeichnungsorte
Den folgenden Regionen, Städten, Bezirken und Kreisen waren Sendungen gewidmet:
(Auflistung mit Untertitel und in der Reihenfolge der Ausstrahlung/Quelle: DRA-Mitschnittservice der RBB Media GmbH Berlin)
- Eine musikalische Reise rund um Schwerin
- Eine musikalische Wanderung durch den Kreis Annaberg-Buchholz
- Eine musikalische Wanderung durch den Havelbezirk Potsdam
- Eine musikalische Wanderung von der Erfurter Krämerbrücke zum Schloss Gotha
- Eine musikalische Wanderung um das Fischland und den Darß
- Eine musikalische Wanderung durch Oberland bei Lobenstein
- Eine musikalische Wanderung durch Marienberg im Erzgebirge
- Eine musikalische Wanderung zwischen Czorneboh, Bieleboh und Oberlausitz (Kreis Löbau [Anm. d. Verf.])
- Eine musikalische Herbstwanderung in den Kreis Rudolstadt
- Eine musikalische Wanderung in den Weinkeller der Augustusburg
- Eine musikalische Wanderung in den Kreis Weißwasser
- Eine musikalische Wanderung in den Kreis Freiberg
- Eine musikalische Wanderung zwischen Nordthüringen und Südharz (Kreis Nordhausen [Anm. d. Verf.])
- Eine musikalische Wanderung in und um Neubrandenburg
- Eine musikalische Wanderung durch den Kreis Königs Wusterhausen
- Eine musikalische Wanderung im Kreis Salzwedel
- Eine musikalische Wanderung durch Werdau
- Eine musikalische Wanderung durch Eberswalde-Finow
- Eine musikalische Herbstwanderung in den Kreis der Karpfenpfeifer (Kreis Zeulenroda im Bezirk Gera [Anm. d. Verf.])
- Eine musikalische Wanderung durch Zittau
- Eine musikalische Frühlingswanderung in den Kreis Brand-Erbisdorf
- Eine musikalische Sommerwanderung in den Kreis Neuhaus am Rennweg
- Eine musikalische Herbstwanderung in den Kreis Fürstenwalde
- Eine musikalische Wanderung in den Kreis Schwarzenberg
- Eine musikalische Winterwanderung durch den Kreis Dippoldiswalde
- Eine musikalische Wanderung durch Frankfurt (Oder) und Umgebung
- Eine musikalische Wanderung über die Insel Hiddensee
- Eine musikalische Wanderung durch das Kohrener Land im Kreis Geithain
- Eine musikalische Wanderung durch den Kreis Naumburg
- Eine musikalische Winterwanderung durch den Kreis Ueckermünde
- Eine musikalische Wanderung in den Musikwinkel Klingenthal
- Eine musikalische Sommerwanderung in den Kreis Güstrow
- Eine musikalische Wanderung nach Meißen
- Eine musikalische Wanderung ins herbstliche Eichsfeld
- Eine musikalische Winterwanderung im Kreis Quedlinburg
- Eine musikalische Wanderung durch Bautzen und Umgebung
- Eine musikalische Wanderung im Kreis Wismar
- Eine musikalische Wanderung im Kreis Rochlitz
- Eine musikalische Wanderung im Seiffener Land
- Eine musikalische Wanderung über die Insel Usedom
- Eine musikalische Wanderung ins sächsische Elbflorenz
- Eine musikalische Wanderung durch Lübbenau
- Eine musikalische Wanderung durch Oschatz und Dahlen
- Eine musikalische Herbstwanderung zur Wartburg und im Kreis Eisenach
- Eine musikalische Wanderung zu den vogtländischen Spitzen im Kreis Plauen
- Eine musikalische Wanderung ins Muldental bei Glauchau (gedreht Mai 1989)
- Eine musikalische Wanderung im Kreis Stendal und Tangermünde
- Eine musikalische Wanderung auf der Insel Rügen
- Eine musikalische Wanderung in das Spielzeugland Sonneberg und dessen Umgebung
- Eine musikalische Wanderung in und um Stolberg im Harz
- Eine musikalische Wanderung nach Greifswald und Umgebung
- Eine musikalische Sommerwanderung nach Dessau und Umgebung
- Eine musikalische Wanderung durch Lübeck
- Eine musikalische Wanderung an der Grenze zwischen Thüringen und Oberfranken
- Eine musikalische Wanderung im Coburger Land
- Eine musikalische Wanderung von Boizenburg nach Lauenburg